# Buchan Bay
Buchan Bay är en vik i Antarktis. Den ligger vid Laurie Island i Sydorkneyöarna. Argentina och Storbritannien gör anspråk på området.